# Katsuo Kanda
Katsuo Kanda (Niigata, Prefectura de Niigata, 21 de juny de 1966) és un futbolista japonès que disputà un partit amb la selecció japonesa.